# L'Ombre des anges
L’Ombre des anges (Schatten der Engel) est un film germano-suisse réalisé par Daniel Schmid, sorti en 1976.
Le film est une adaptation de la pièce L’Ordure, la ville et la mort (Der Müll, die Stadt und der Tod) de Rainer Werner Fassbinder.

## Fiche technique
- Titre : L’Ombre des anges
- Titre original : Schatten der Engel
- Réalisation : Daniel Schmid
- Scénario : Daniel Schmid et Rainer Werner Fassbinder
- Production : Michael Fengler et Jordan Bojilov
- Musique : Gottfried Hüngsberg et Peer Raben
- Photographie : Renato Berta
- Montage : Ila von Hasperg
- Pays de production : Allemagne de l'Ouest, Suisse
- Format : Couleurs - Mono
- Genre : Drame
- Durée : 101 minutes
- Date de sortie : 1976

## Distribution
- Ingrid Caven : Lily Brest
- Rainer Werner Fassbinder : Raoul
- Klaus Löwitsch : Un spéculateur dit "le juif riche"
- Anne-Marie Düringer : Luise Müller
- Adrian Hoven : Herr Müller, ihr Mann
- Boy Gobert : Chef de la police: Müller II
- Ulli Lommel : Le Petit Prince
- Jean-Claude Dreyfus : Zwerg / Dwarf
- Alexander Allerson : Hans von Gluck